# HMAS Warrnambool (J202)
El HMAS Warrnambool (J202), llamado así por la ciudad de Warrnambool, Victoria, fue una de las 60 corbetas de la clase Bathurst construidas durante la Segunda Guerra Mundial, y una de las 36 inicialmente tripuladas y puestas en servicio únicamente por la Marina Real Australiana (RAN). El Warrnambool se hundió después de chocar contra una mina marina en la Gran Barrera de Coral el 13 de septiembre de 1947. Fue una de las cuatro corbetas de la clase Bathurst perdidas mientras estaban en servicio en Australia, y la única perdida después de la Segunda Guerra Mundial.

## Hundimiento

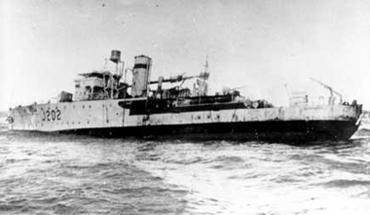
El HMAS Warrnambool se hunde tras chocar con una mina el 13 de septiembre de 1947, cerca de Cockburn Reef, Queensland.

Tras la conclusión de la Segunda Guerra Mundial, el Warrnambool realizó trabajos de limpieza de minas en las Islas Salomón y Nueva Guinea antes de trasladarse a la Gran Barrera de Coral. Mientras realizaba trabajos de limpieza el 13 de septiembre de 1947, la corbeta chocó contra una mina alrededor de las 16:00 cerca de Cockburn Reef, frente a la costa norte de Queensland. Cuatro marineros murieron y otros 29 resultaron heridos.
El Warrnambool se hundió poco después, a 25 metros (82 pies) de profundidad. Los restos del naufragio se vendieron a Southern Cross Diving and Salvage el 3 de julio de 1972. Una Junta de Investigación determinó que no hubo negligencia culpable en la pérdida de la corbeta y elogió la conducta de su tripulación y su oficial al mando. El Warrnambool es el único barco de la RAN hundido por una mina.
Una investigación realizada en 2016 por el HMAS Mermaid concluyó que los restos del pecio del Warrnambool permanecieron prácticamente intactos.